# In Guezzam
In Guezzam (em árabe: عين قزام) é uma comuna localizada na província de Tamanghasset, Argélia. Sua população estimada em 2008 era de 7 045 habitantes.